# Justine Kish
Svetlana Nasibulina (San Petersburgo, 13 de abril de 1988), más conocida como Justine Kish, es una artista marcial mixta estadounidense de origen ruso que compite en la división de peso mosca en Bellator MMA. Profesional desde 2010, también ha competido para Ultimate Fighting Championship (UFC).

## Primeros años
Justine Kish nació en San Petersburgo, en la entonces Unión Soviética. Fue adoptada por una pareja estadounidense. Descubrió el Muay Thai en su adolescencia, mientras se dedicaba al fitness, lo que finalmente la llevó a las competiciones.

## Carrera de Muay Thai
Kish compitió en Muay Thai durante 10 años, ganando 18 combates y un cinturón de campeona del Consejo Mundial de Muaythai.

## Carrera de artes marciales mixtas

### Primeros años
Kish comenzó su carrera profesional de MMA en 2010. Acumuló un récord invicto de cinco victorias y ninguna derrota, incluyendo una victoria sobre la futura compañera de The Ultimate Fighter, Randa Markos.

### The Ultimate Fighter
En septiembre de 2013, se anunció que Kish era uno de los luchadores seleccionados por la UFC para aparecer en The Ultimate Fighter: A Champion Will Be Crowned.
Kish fue la séptima elegida por el entrenador Anthony Pettis. Se esperaba que se enfrentara a Bec Rawlings en la ronda preliminar, pero se vio obligada a abandonar el torneo debido a una lesión de rodilla. Esta lesión también le impidió aparecer en la final del programa, pero Kish debutó con la promoción en 2015.

### Ultimate Fighting Championship
Kish hizo su debut oficial en la UFC contra Nina Ansaroff el 2 de enero de 2016, en el UFC 195. Ganó la pelea por decisión unánime.
La siguiente vez que Kish se enfrentó a Ashley Yoder fue el 9 de diciembre de 2016, en UFC Fight Night: Lewis vs. Abdurakhimov, en un combate de peso muerto, ya que Kish no alcanzó el peso. Ganó la pelea por decisión unánime.
Kish se enfrentó a Felice Herrig el 25 de junio de 2017 en UFC Fight Night: Chiesa vs. Lee. Perdió el combate por decisión unánime. Kish recibió la atención de los medios después de perder el control de sus intestinos durante la pelea y emitir una respuesta humorística más tarde.
Kish se enfrentó a la surcoreana Ji Yeon Kim el 27 de enero de 2018 en UFC on Fox: Jacaré vs. Brunson 2. Perdió la pelea por decisión dividida. 11 de 14 puntuaciones de los medios de comunicación se la dieron a Kish.
Kish regresó tras un paréntesis de dos años y se enfrentó a la checa Lucie Pudilová el 25 de enero de 2020, en el UFC Fight Night 166. Ganó la pelea por decisión unánime.
Kish se enfrentó a Sabina Mazo el 12 de septiembre de 2020, en UFC Fight Night 177. Perdió la pelea por una sumisión de estrangulamiento por detrás en la tercera ronda.
Kish se enfrentó a Tracy Cortez el 17 de abril de 2021, en UFC on ESPN 22. En el pesaje, Cortez pesó 126,5 libras, media libra por encima del límite de la pelea de peso mosca sin título. Su combate se desarrolló con un peso de captura y se le impuso una multa del 20% de su bolsa individual, que fue a parar a manos de Kish, que perdió el reñido combate por decisión dividida.
El 30 de abril, se reveló que Kish ya no estaba en la UFC.

### Bellator MMA
El 6 de enero de 2022, se anunció que Kish había firmado un contrato de varios combates con Bellator MMA. Kish se enfrentó a DeAnna Bennett el 19 de febrero de 2022 en Bellator 274. Perdió el combate por decisión unánime.
Kish se enfrentó a Ilima-Lei Macfarlane el 23 de abril de 2022 en Bellator 279. En una sorpresa, ganó el combate por decisión unánime.
En verano de 2023 se enfrentó a la rusa Diana Avsaragova, en Bellator 298. En los pesajes, Avsaragova pesó 127,2 libras, 1,2 libras por encima del límite de peso mosca sin título. Debido a esto, la pelea se desarrolló en el peso acordado y ella fue multada con el 20% de su bolsa, que fue para Kish. Ganó la pelea por decisión unánime.

## Récord en artes marciales mixtas
| Resultado | Récord | Oponente             | Método                      | Evento                                  | Fecha                    | Ronda | Tiempo | Localización  |
| --------- | ------ | -------------------- | --------------------------- | --------------------------------------- | ------------------------ | ----- | ------ | ------------- |
| Victoria  | 9–6    | Diana Avsaragova     | Decisión (unánime)          | Bellator 298                            | 11 de agosto de 2023     | 3     | 5:00   | Sioux Falls   |
| Derrota   | 8–6    | DeAnna Bennett       | Decisión (unánime)          | Bellator 284                            | 12 de agosto de 2022     | 3     | 5:00   | Sioux Falls   |
| Victoria  | 8–5    | Ilima-Lei Macfarlane | Decisión (unánime)          | Bellator 279                            | 23 de abril de 2022      | 3     | 5:00   | Honolulu      |
| Derrota   | 7–5    | DeAnna Bennett       | Decisión (unánime)          | Bellator 274                            | 19 de febrero de 2022    | 3     | 5:00   | Uncasville    |
| Derrota   | 7–4    | Tracy Cortez         | Decisión (split)            | UFC on ESPN: Whittaker vs. Gastelum     | 17 de abril de 2021      | 3     | 5:00   | Las Vegas     |
| Derrota   | 7–3    | Sabina Mazo          | Sumisión (rear-naked choke) | UFC Fight Night: Waterson vs. Hill      | 12 de septiembre de 2020 | 3     | 3:57   | Las Vegas     |
| Victoria  | 7–2    | Lucie Pudilová       | Decisión (unánime)          | UFC Fight Night: Blaydes vs. dos Santos | 25 de enero de 2020      | 3     | 5:00   | Raleigh       |
| Derrota   | 6–2    | Ji Yeon Kim          | Decisión (split)            | UFC on Fox: Jacaré vs. Brunson 2        | 27 de enero de 2018      | 3     | 5:00   | Charlotte     |
| Derrota   | 6–1    | Felice Herrig        | Decisión (unánime)          | UFC Fight Night: Chiesa vs. Lee         | 25 de junio de 2017      | 3     | 5:00   | Oklahoma City |
| Victoria  | 6–0    | Ashley Yoder         | Decisión (unánime)          | UFC Fight Night: Lewis vs. Abdurakhimov | 9 de diciembre de 2016   | 3     | 5:00   | Albany        |
| Victoria  | 5–0    | Nina Nunes           | Decisión (unánime)          | UFC 195                                 | 2 de enero de 2016       | 3     | 5:00   | Las Vegas     |
| Victoria  | 4–0    | Randa Markos         | Decisión (unánime)          | RFA 12                                  | 24 de enero de 2014      | 3     | 5:00   | Los Ángeles   |
| Victoria  | 3–0    | Jin Tang             | Decisión (unánime)          | Fusion Fighting Championship 5          | 18 de diciembre de 2013  | 3     | 5:00   | Las Vegas     |
| Victoria  | 2–0    | Christine Stanley    | Sumisión (armbar)           | RFA 9                                   | 16 de agosto de 2013     | 2     | 3:00   | Los Ángeles   |
| Victoria  | 1–0    | Munah Holland        | Sumisión (triangle choke)   | Ring of Combat 33                       | 3 de diciembre de 2010   | 2     | 2:53   | Atlantic City |

## Enlaces personales
- Esta obra contiene una traducción  derivada de «Justine Kish» de Wikipedia en inglés, publicada por sus editores bajo la Licencia de documentación libre de GNU y la Licencia Creative Commons Atribución-CompartirIgual 4.0 Internacional.
- Justine Kish en Facebook
- Justine Kish en Instagram
- Justine Kish en X (antes Twitter)

- Datos: Q18057194